# فرودگاه اسنژنوگورسک
فرودگاه اسنژنوگورسک (به روسی: Аэропорт Снежного́рск) فرودگاهی عمومی واقع در ۶۵ کیلومتری غرب اسنژنوگورسک در کشور روسیه است.